# ژژونوم
ژِژونوم یا ژژنوم (به انگلیسی: Jejunum) یا تُهی‌روده در کالبدشناسی دستگاه گوارش بخش میانی از سه بخش روده باریک است. ژِژونوم، دوازدهه (دئودِنوم) را به ایلئوم متصل می‌کند. انسداد تُهی‌روده خطرناک‌ترین گونه از بیماری انسداد روده می‌باشد.
در یک انسان بالغ، طول روده باریک معمولاً بین ۲ تا ۸ متر است که ۱ تا ۲ متر از آن مربوط به تهی‌روده است.

## نگارخانه

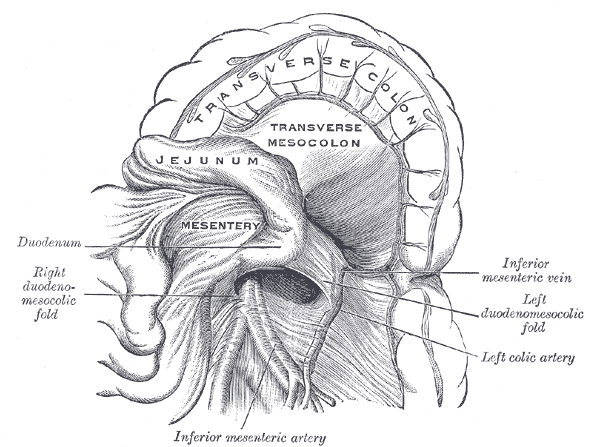
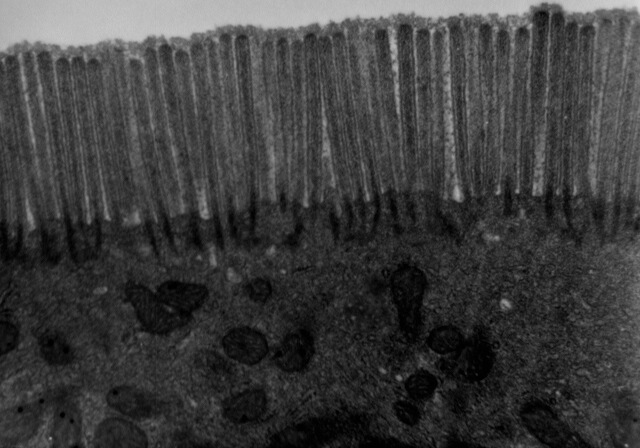
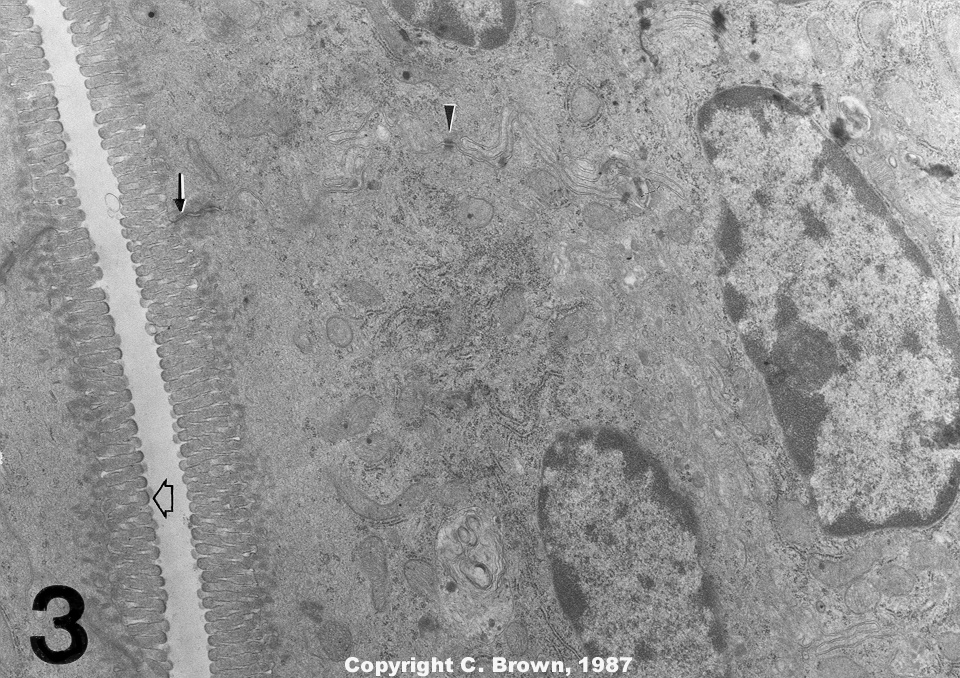
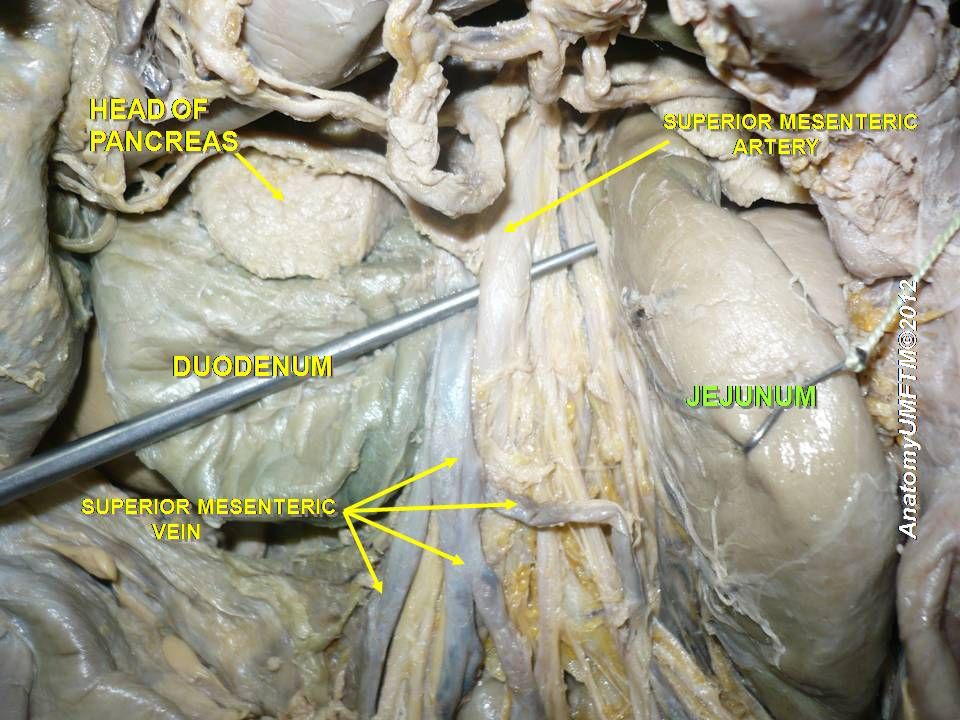
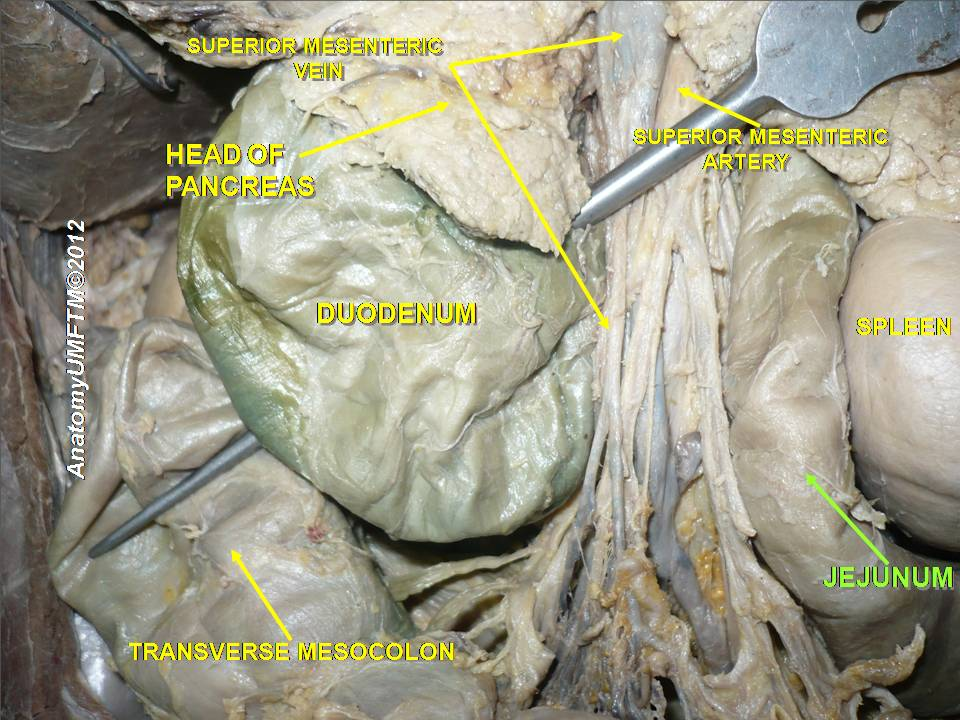